# Ribas del Sil (Nogueira de Ramuín)
Ribas del Sil (llamada oficialmente Santo Estevo de Ribas de Sil) es una parroquia y una villa española del municipio de Nogueira de Ramuín, en la provincia de Orense, Galicia.

## Toponimia
La parroquia también es conocida por los nombres de San Esteban de Ribas del Sil, San Estevo de Ribas do Sil y Santo Estevo de Ribas do Sil.

## Organización territorial
La parroquia está formada por seis entidades de población, constando cinco de ellas en el nomenclátor del Instituto Nacional de Estadística español:

### Entidades de población
Entidades de población que forman parte de la parroquia:
- Biduedo
- Os Cousos
- Paradela
- Pombar
- Santo Estevo de Ribas de Sil

### Despoblado
Despoblado que forma parte de la parroquia:
- Acevedo

## Demografía

### Parroquia
| Gráfica de evolución demográfica de Ribas del Sil (parroquia) entre 2000 y 2023 |
|                                                                                 |
| Datos según el nomenclátor publicado por el INE.                                |

### Villa
| Gráfica de evolución demográfica de Santo Estevo de Ribas de Sil (villa) entre 2000 y 2023 |
|                                                                                            |
| Datos según el nomenclátor publicado por el INE.                                           |

## Patrimonio
En ella se encuentra el monasterio de San Esteban de Ribas de Sil, que le da nombre.